# Leudelsbachtal

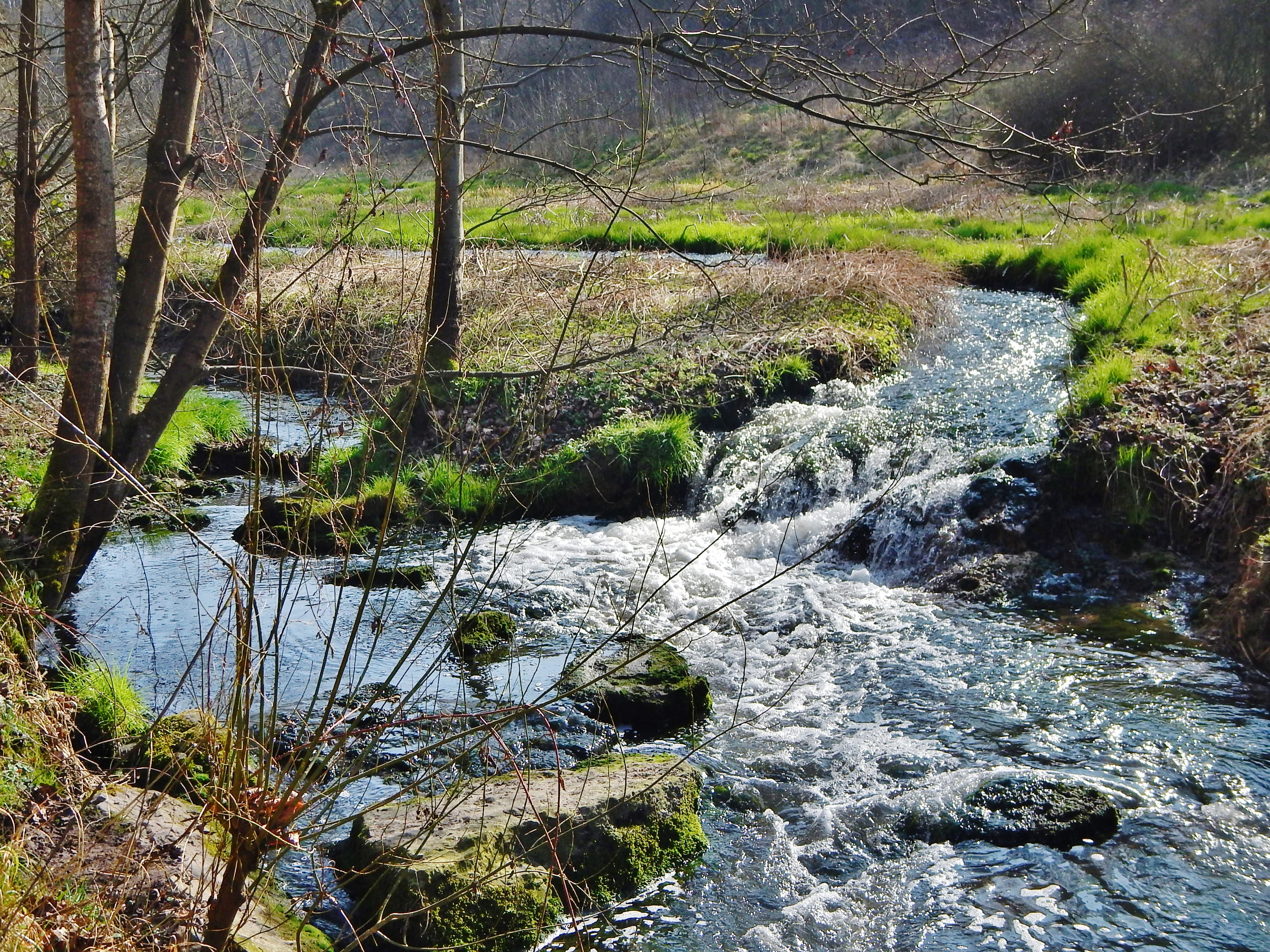
Hier endet die Verzweigung des Leudelsbaches im Remminger Tal

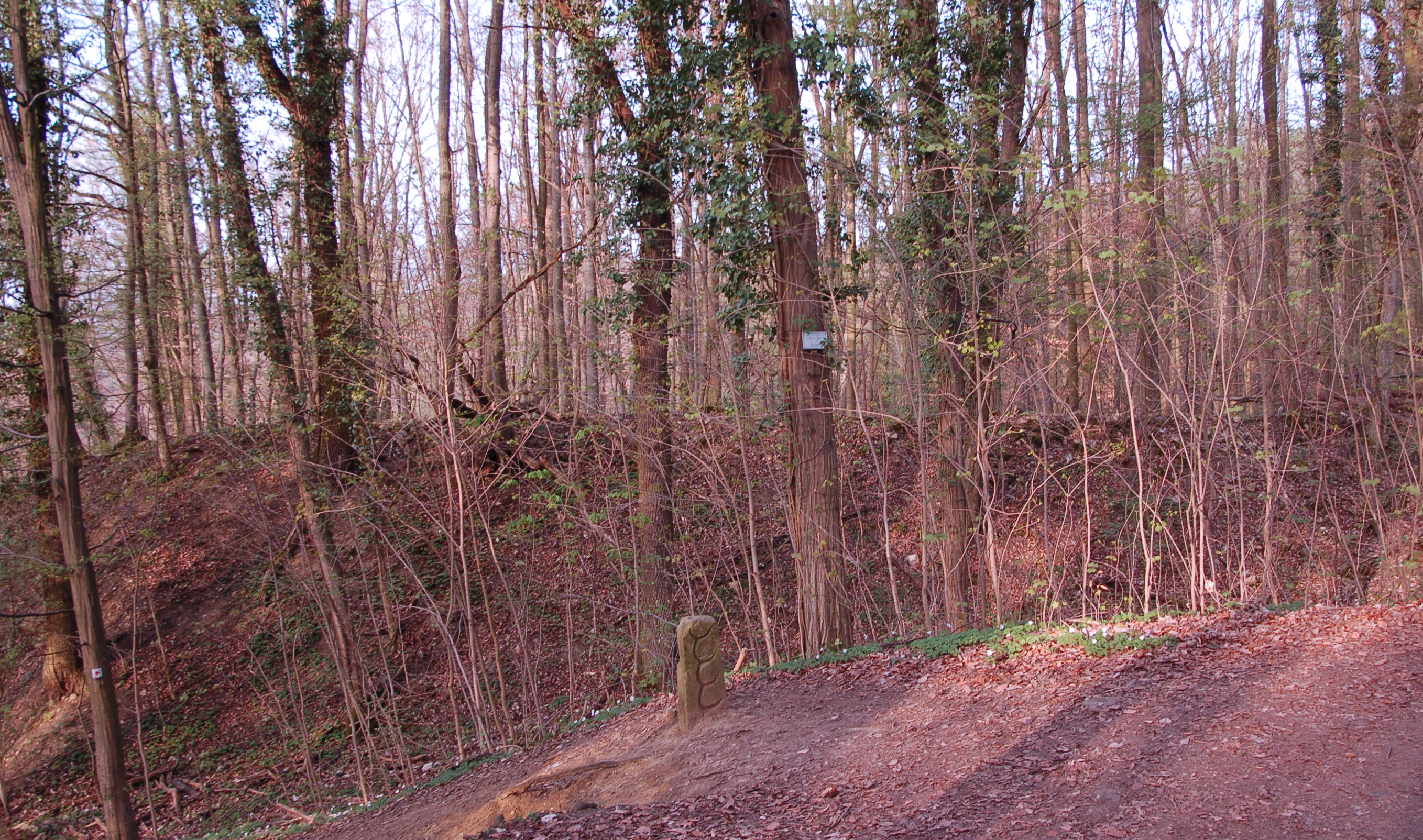
An der Südostecke des Bannwalds finden sich Relikte des Burgstalls vom Remminger Schlössle

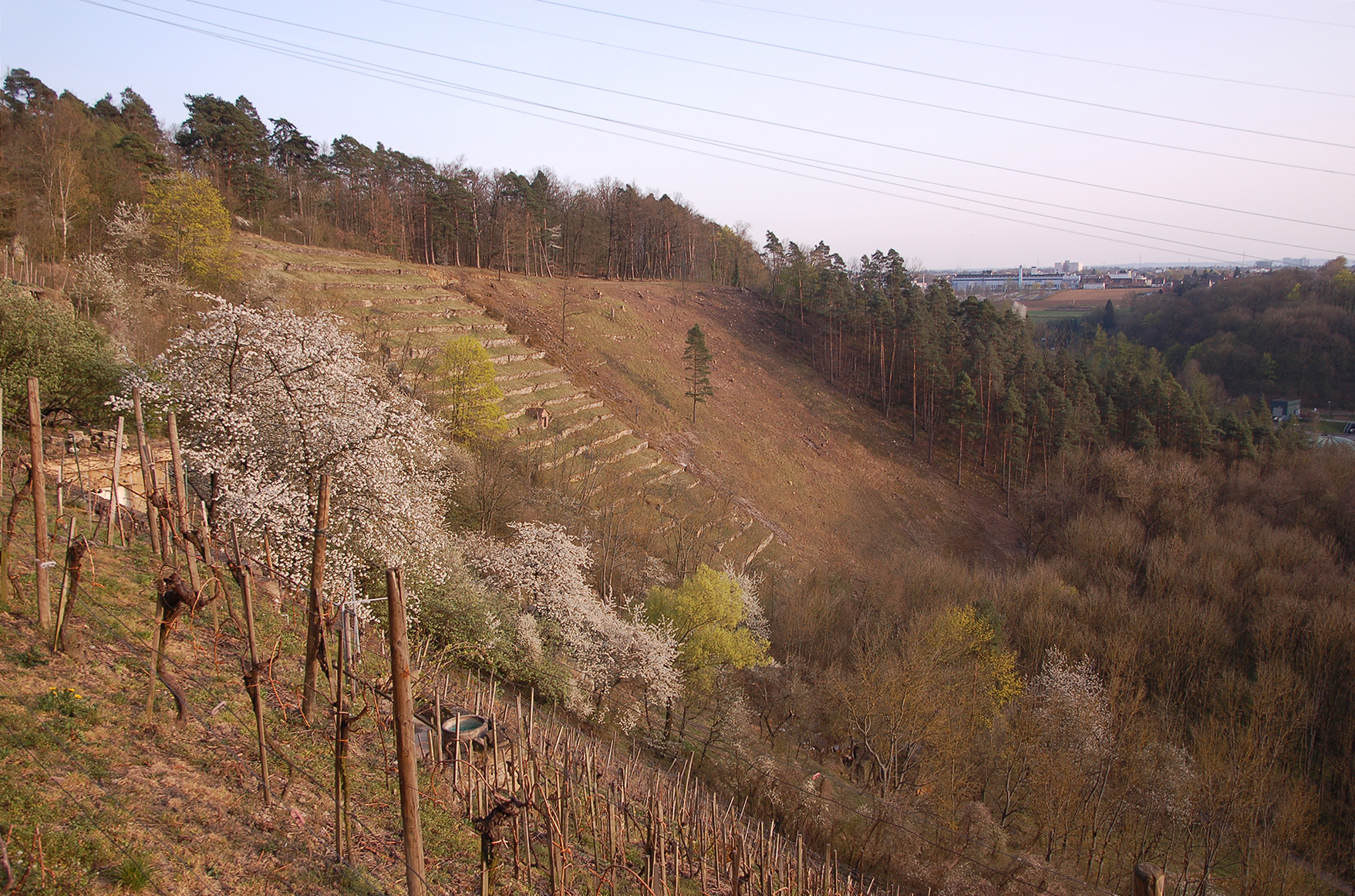
Weinberg, Sozialbrache, Kalkmagerrasen und Hangwald mit Kiefern am Oberen Wannenberg

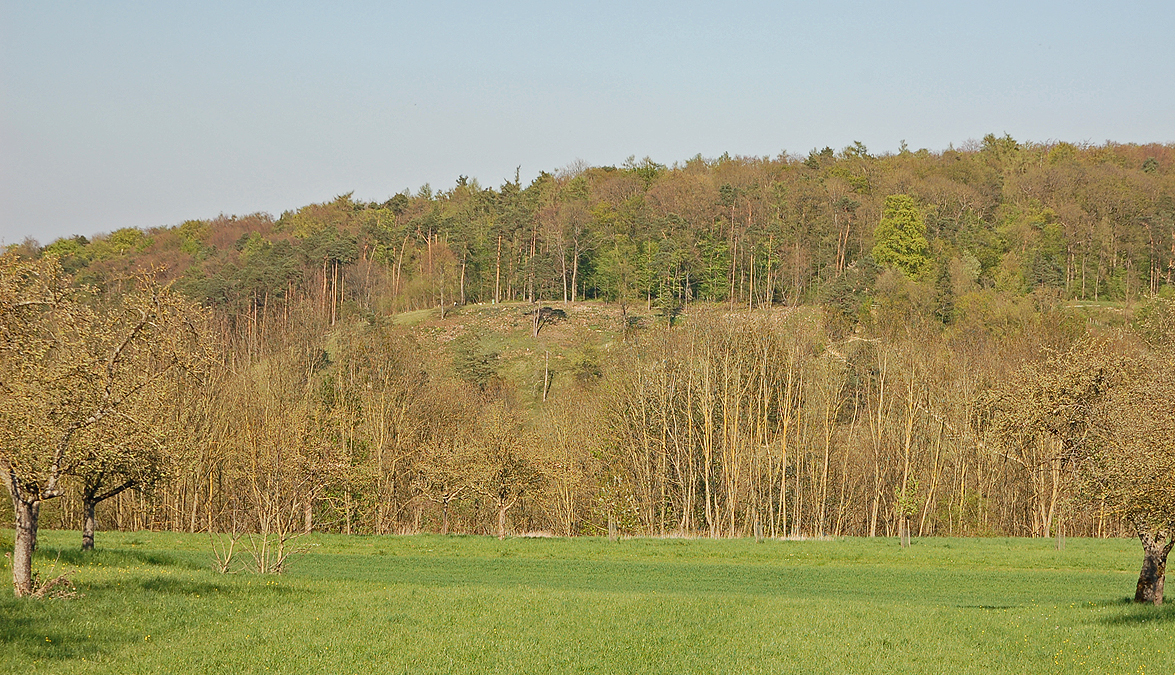
Magerrasen am Hammelrain (vom Ruxart)

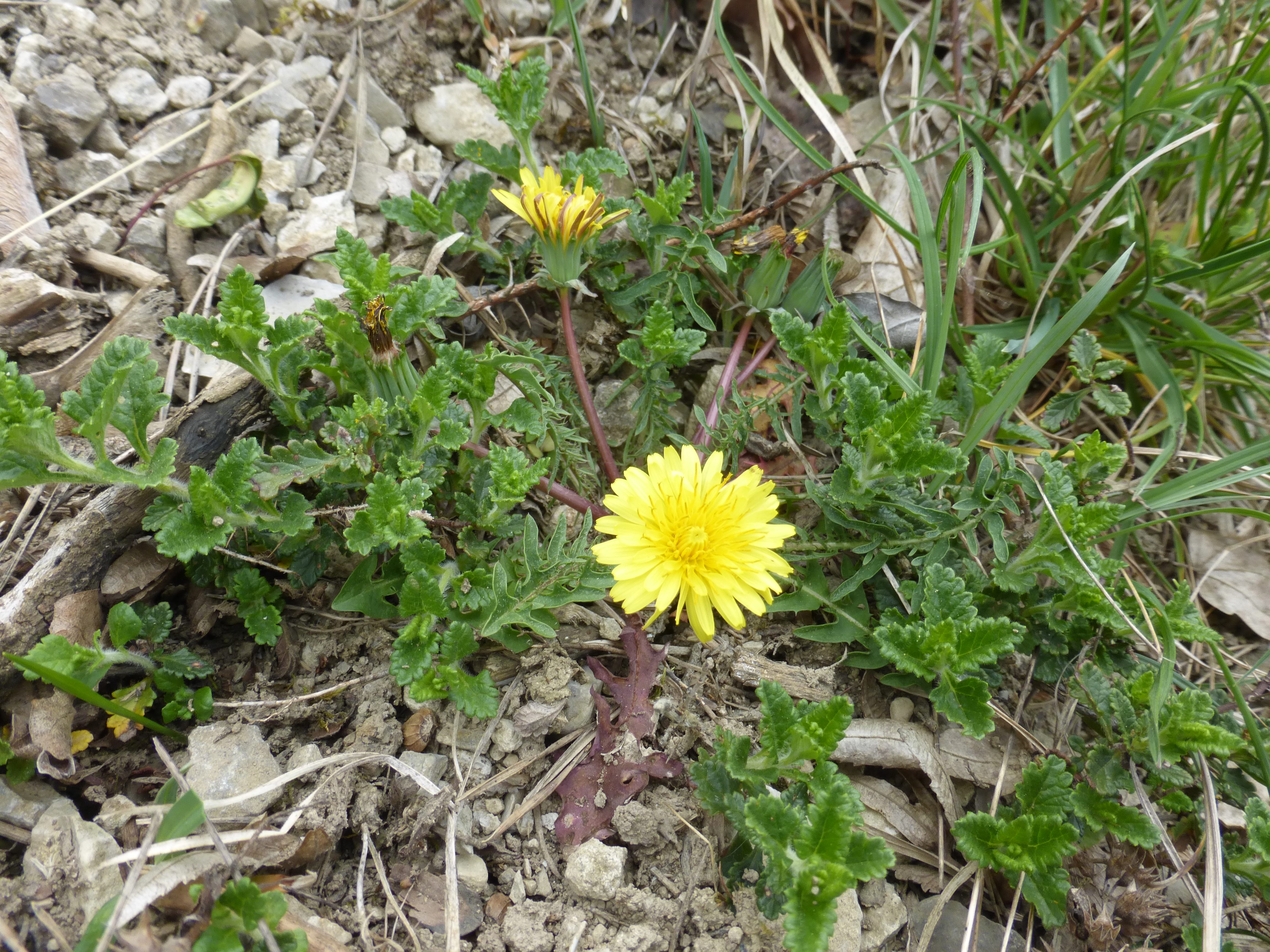
Geröteter Löwenzahn

Das Naturschutzgebiet (NSG) Leudelsbachtal im baden-württembergischen Landkreis Ludwigsburg umfasst eine Fläche von 117,9 Hektar, die großteils zur Markung von Markgröningen und teils zur Markung von Bietigheim-Bissingen gehört.

## Lage
Das Naturschutzgebiet liegt zwischen Bissingen, Markgröningen und dessen Stadtteil Unterriexingen. Es zieht sich durch den Remminger Tal genannten unteren Abschnitt des Leudelsbachtals, ein Stück entlang der Enz und schließt große Teile des Rotenackers auf der östlich angrenzenden Hochfläche mit ein. Auch der Enzhang am Schellenhof gehört noch dazu. Der überwiegende Teil des 2011 gegen anfängliche Widerstände im Markgröninger Gemeinderat ausgewiesenen Schutzgebietes mit einer Fläche von 117,9 Hektar liegt mit rund 98,4 Hektar auf Markgröninger Markung; rund 19,4 Hektar liegen auf dem Gebiet der Stadt Bietigheim-Bissingen.
Das Naturschutzgebiet ist bis auf einen kleinen Teil am Ost- und Südrand der Rotenacker Spitze umgeben vom Landschaftsschutzgebiet Enztal zwischen dem Leinfelder Hof und Bietigheim-Bissingen.

## Schutzzweck
In der Verordnung als Schutzzweck angegeben ist die Erhaltung, Sicherung und Entwicklung der reich strukturierten Muschelkalklandschaft um den Leudelsbach mit seinem kleinteiligen Mosaik von historisch verwurzelten und zum Teil gefährdeten Biotoptypen.
Des Weiteren werden in der Verordnung als Schutzzweck angegeben:
- die Erhaltung der in dem Gebiet vorkommenden Lebensräume nach Anhang I der Fauna-Flora-Habitat-Richtlinie (FFH-Richtlinie), insbesondere die Lebensraumtypen Kalk-Magerrasen – orchideenreiche Bestände, Schlucht- und Hangmischwälder, Auenwälder mit Erle, Esche und Weide,
- die Erhaltung der wild lebenden Tiere und Pflanzen nach Anhang II der FFH-Richtlinie (insbesondere die Spanische Flagge).

### Bannwald Rotenacker
Im Waldschutzgebiet Bannwald Rotenacker am Hang über der Enz, das zu den Kernzonen des Naturschutzgebiets zählt, ist die unbeeinflusste Entwicklung zu sichern und deren wissenschaftliche Beobachtung zu gewährleisten. Dieser Bereich ist Lebensraum für Pflanzen wie die Türkenbundlilie (Lilium martagon) und den Seidelbast (Daphne mezereum).

### Schafweiden mit großer Pflanzenvielfalt
Entlang der sonnenexponierten Hangkante des Leudelsbachtales verlief am Waldrand ein breiter Schaftrieb beziehungsweise Herdweg, der von alters her im Besitz der Stadt Markgröningen ist und die steilen Weideflächen am rechten Talhang verband. Die verbliebenen Relikte entlang des Rotenackers werden durch Pflegemaßnahmen offen gehalten. Eine markante alte Sommerlinde am Wegesrand ist als Naturdenkmal ND25/09 geschützt. Neben verschiedenen Orchideen wie dem Helmknabenkraut (Orchis militaris) findet man hier über 200 weitere Pflanzenarten, sehr häufig die Echte Schlüsselblume (Primula veris) und das Berg-Hellerkraut (Thlaspi montanum), aber auch gefährdete Schwielen-Löwenzähne wie Geröteter Löwenzahn (Taraxacum rubicundum), Pflaumenfarbener Löwenzahn (Taraxacum bellicum) und Geschlitztblättriger Löwenzahn (Taraxacum lacistophyllum). Die Stinkende Nieswurz (Helleborus foetidus) tritt in versaumten Bereichen der Schafweiden auf.

### Ehemalige Weinberge
Die Untere Naturschutzbehörde, die Naturschutzbeauftragte der Stadt Markgröningen und die örtliche BUND-Gruppe kümmern sich um die Offenhaltung ehemaliger Weinberge, die einst den Charakter des steilen Remminger Tals im Bereich des Gewanns Oberer Wannenberg maßgeblich prägten. Im Sinne der Pflege der Kulturlandschaft und als wertvolle Biotope werden auch Trockenmauern restauriert oder wiederaufgebaut.

## Vorgänger-Naturschutzgebiet „Hammelrain/Oberer Wannenberg“
Vor der Ausweisung des Naturschutzgebiets Leudelsbachtal gab es ein Naturschutzgebiet „Hammelrain/Oberer Wannenberg“ (Kennung: 1.073). Dieses drei Teile umfassende Gebiet besaß eine Gesamtgröße von rund 18,75 Hektar. Es lag auf den nach Südwesten und Westen abfallenden Hängen des in den Muschelkalk eingeschnittenen Tals des Leudelsbachs auf ausschließlich Markgröninger Gemeindegebiet. Dieses zum 20. April 1979 errichtete Naturschutzgebiet hatte den Schutzzweck, die drei Teilflächen, die ornithologisch, entomologisch und botanisch von größter ökologischer, wissenschaftlicher und landschaftlicher Bedeutung sind und einer bedrohten Tier- und Pflanzenwelt als Lebensraum dienen, zu erhalten und zu pflegen. Mit dem Inkrafttreten der Verordnung über das Naturschutzgebiet Leudelsbachtal trat die Verordnung über das Naturschutzgebiet Hammelrain/Oberer Wannenberg außer Kraft. Die Fläche des ehemaligen Naturschutzgebiets „Hammelrain/Oberer Wannenberg“ ging vollständig im neuen Naturschutzgebiet auf.